# Anastasio di Cesarea
Anastasio di Cesarea (... – fine XI secolo) è stato un arcivescovo ortodosso arabo.

## Biografia
Fu arcivescovo di Cesarea di Palestina e asceta. Scrisse un'opera sul digiuno della Madonna.